# 褐翅燕鸥
褐翅燕鸥（学名：Onychoprion anaethetus）又名白眉燕鸥，为鸥科棕背燕鷗屬的海鸟，全球大部分热带水域均可觅其踪影，其背部大体为褐色，而腹部则为浅色。褐翅燕鸥主要以鱼为食，且会与其他海洋动物一同捕食，有时还会尝试抢走其他鸟类的猎物。该鸟主要在热带岛屿上筑巢繁殖，有多种不同的求偶动作。其一般一巢内只有一枚卵，双方亲鸟均会参与孵蛋以及育雏。目前褐翅燕鸥种群庞大，分布广泛，无灭绝之虞。IUCN将其评为“无危”。

## 种系关系
从动物形态学来看，褐翅燕鸥与灰背燕鸥十分相似，二者的生态位有所重叠，很有可能是异域物种形成的产物。线粒体DNA测序的结果支持这一观点，并认为二者为姐妹种。此外，基因测序还发现褐翅燕鸥原先所在的燕鸥属是多系群，并随后对其进行拆分。其中，褐翅燕鸥与灰背燕鸥、乌燕鸥和白腰燕鸥一同被拆分至棕背燕鸥属。

## 亚种
目前褐翅燕鸥有四个亚种：
- 指名亚种：该亚种分布范围北至琉球群岛与台湾岛、南至澳大利亚、东至美属萨摩亚、西至大巽他群岛的海域；其各深色身体部位色泽大致相同，外侧的发翔羽末端为灰色；
- ：该亚种分布于马尔代夫、马达加斯加、塞舌尔等印度洋岛礁以及红海。该亚种比起指名亚种羽冠更小、颈部与腹部颜色更浅、尾部的分叉更浅、雌性的翅膀更短；
- ：该亚种分布于加勒比海、几内亚湾与大西洋。该亚种腹部为纯白色，最外侧的尾羽亦是纯白色，但末端为棕灰色。其颈部颜色偏白，尾部分叉较浅，鸟喙短而粗。
- ：该亚种分布于中美洲靠太平洋一侧的海岸。其外貌与O. a. melanoptera相似，但腹部为灰色而非白色，鸟喙也更长而尖。

## 外貌描述

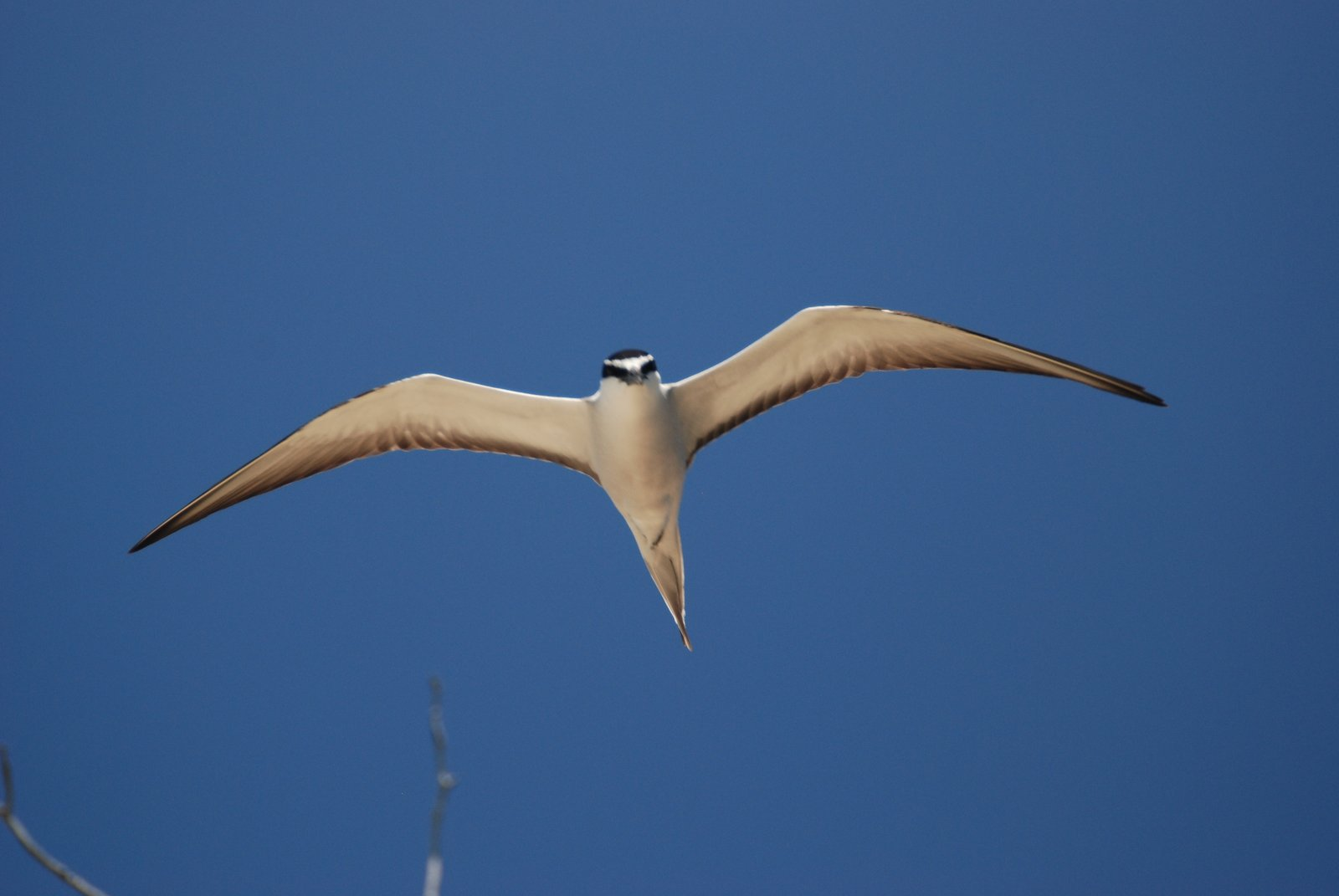
Onychoprion_anaethetus_New_Caledonia_03

与其他燕鸥相比，褐翅燕鸥体型属中等。其尾部深叉，翅膀窄而尖锐。繁殖季的褐翅燕鸥翅膀上半部、背部与尾部均为褐色，但靠近颈部与腰部的位置则更偏灰色。其腹部和翅膀下半部为白色，但因飞羽为黑色故其翅膀边缘颜色较深。该鸟有黑色羽冠，在面部会有一道上至羽冠、穿过眼角、下抵颈部的黑斑。褐翅燕鸥鸟喙长而尖，为黑色。非繁殖季的褐翅燕鸥会在面部黑色区域长出白色条纹，深色羽毛末端也会变为白色。雏鸟尾部较短，遍体有白色或褐色的斑纹；亚成鸟大体为淡褐色，有带灰黑色斑点的褐色羽冠。

## 物种分布
褐翅燕鸥分布于西太平洋、印度洋、大西洋的热带海域，包括各陆缘海。

## 生态与习性

### 栖息地

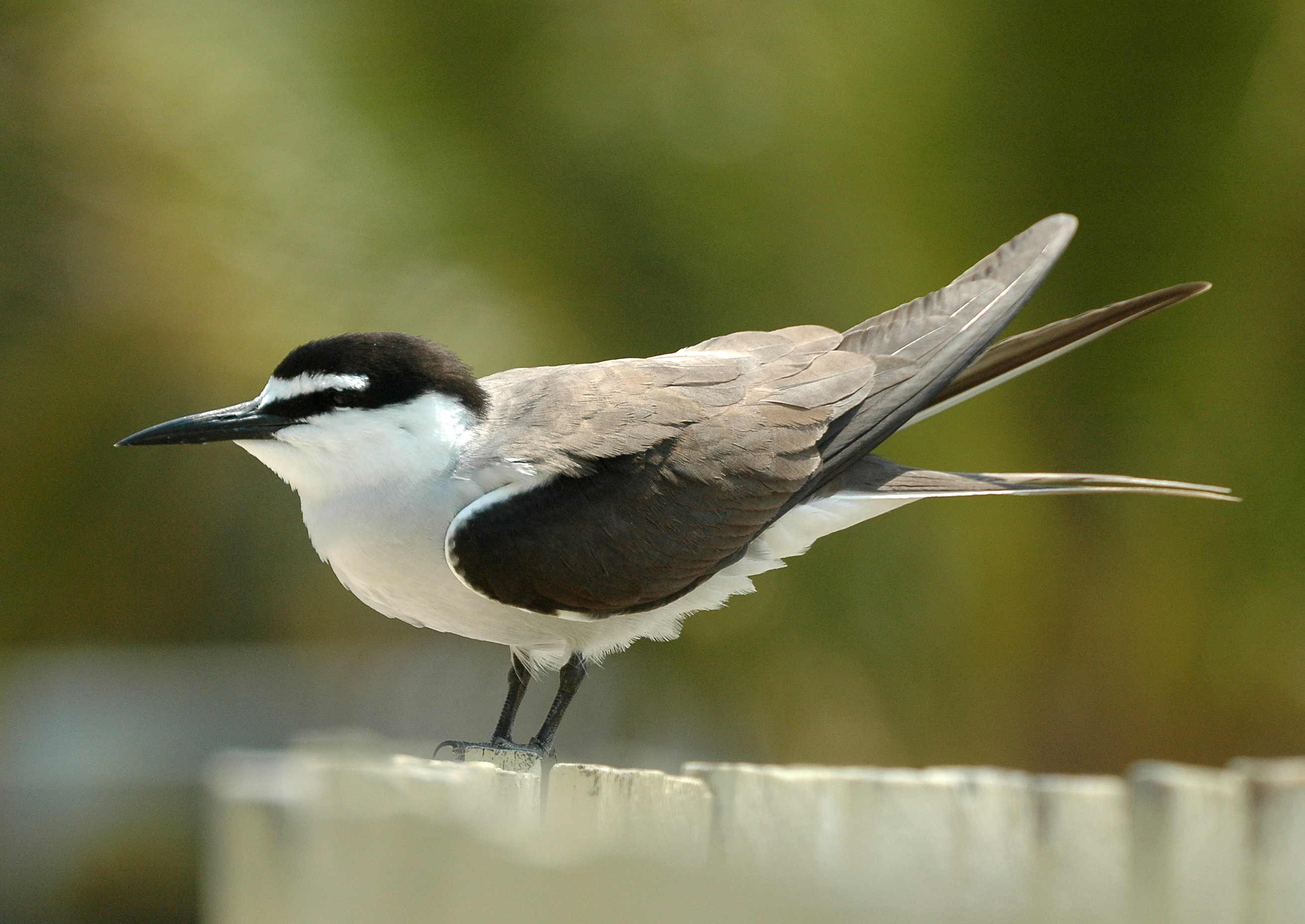
埃利奥特夫人岛的一只成鸟

褐翅燕鸥会在繁殖季聚集于热带岛屿的沙丘、鹅卵石滩和悬崖洞穴上筑巢并在数千米外的开阔水域捕食。该鸟在非繁殖季则生活于海面上。在墨西哥外海，褐翅燕鸥一般出没于离海岸18—35千米处，但美国佛罗里达州南部、佐治亚州和南卡罗莱纳州外海的褐翅燕鸥栖息于离岸更远的海域，通常可达180千米。此外，美国东南沿海的褐翅燕鸥种群十分依赖海面上漂浮的马尾藻，以至于在非繁殖季过半目击记录均位于马尾藻附近。

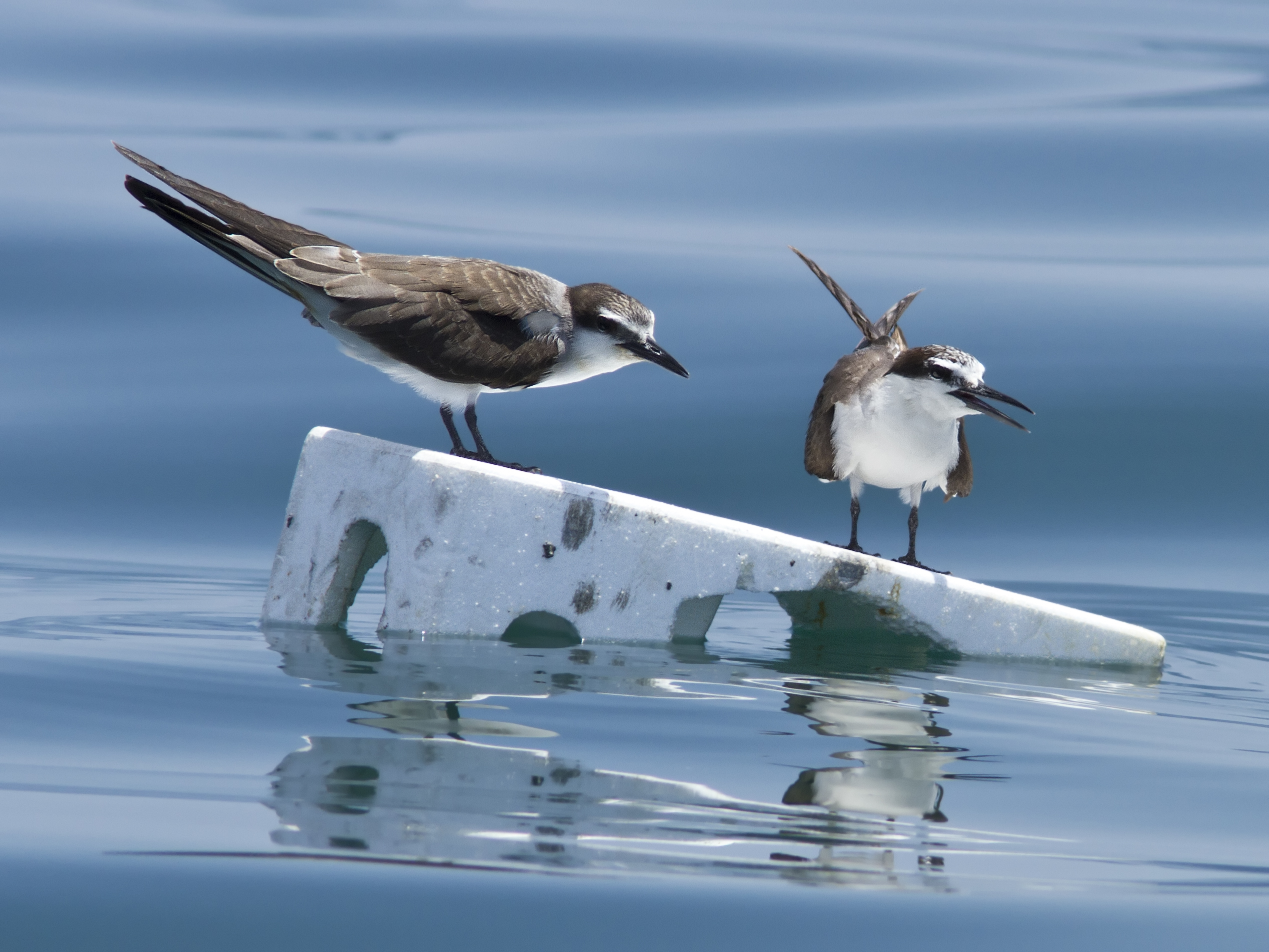
漂浮物上的两只褐翅燕鸥，摄于印度喀拉拉邦海域

### 食性
褐翅燕鸥主要以鱼为食，尤其偏好会形成鱼群的海水表层鱼类，如鲈形目、鲱形目、银汉鱼目与鲀形目的鱼类，亦会捕食甲壳类与昆虫。为减少种间竞争，褐翅燕鸥多在营养贫瘠的水域觅食。该鸟在捕食时会自空中将鸟喙插入水中并夹走猎物，期间身体其他部位一般不会入水。该鸟会与其他食鱼海鸟一同觅食，例如科里猛鹱、奥氏鹱、黄蹼洋海燕、黑浮鸥、白翅浮鸥、普通燕鸥、红燕鸥、白顶玄燕鸥、白玄鸥和短尾贼鸥。此外，有时大西洋斑海豚、瓶鼻海豚和棱皮龟也会与其一同捕食。该鸟有盗食寄生的习性，会攻击诸如黑顶圆尾鹱等海鸟以胁迫其抛弃捕得的猎物。由于褐翅燕鸥在遭遇盗食寄生时会立刻吞下猎物，再加上其动作敏捷，常能甩开觊觎其食物的其他海鸟，该鸟本身鲜少成为盗食寄生的目标。

### 生命周期
加勒比海的种群于每年4—9月交配繁殖，大部分岛屿产卵高峰期为6月上旬，但库莱布拉岛的种群主要在5月产卵，圣托马斯岛种群则在8月10日仍有个体产卵。这一时间选择是为了减弱西印度群岛晚夏频发的飓风对繁殖的影响。西非种群的繁殖季与加勒比海种群相似。红海种群的繁殖季为5—8月，马达加斯加种群的繁殖季则为7—8月。澳大利亚种群则在南半球的春季繁殖，一般开始于11月至来年1月，但有时也会早至7月。该鸟会在繁殖季前数周返回繁殖地，其中雄鸟会在产卵前3—4周就占据心仪的筑巢地。

#### 求偶行为

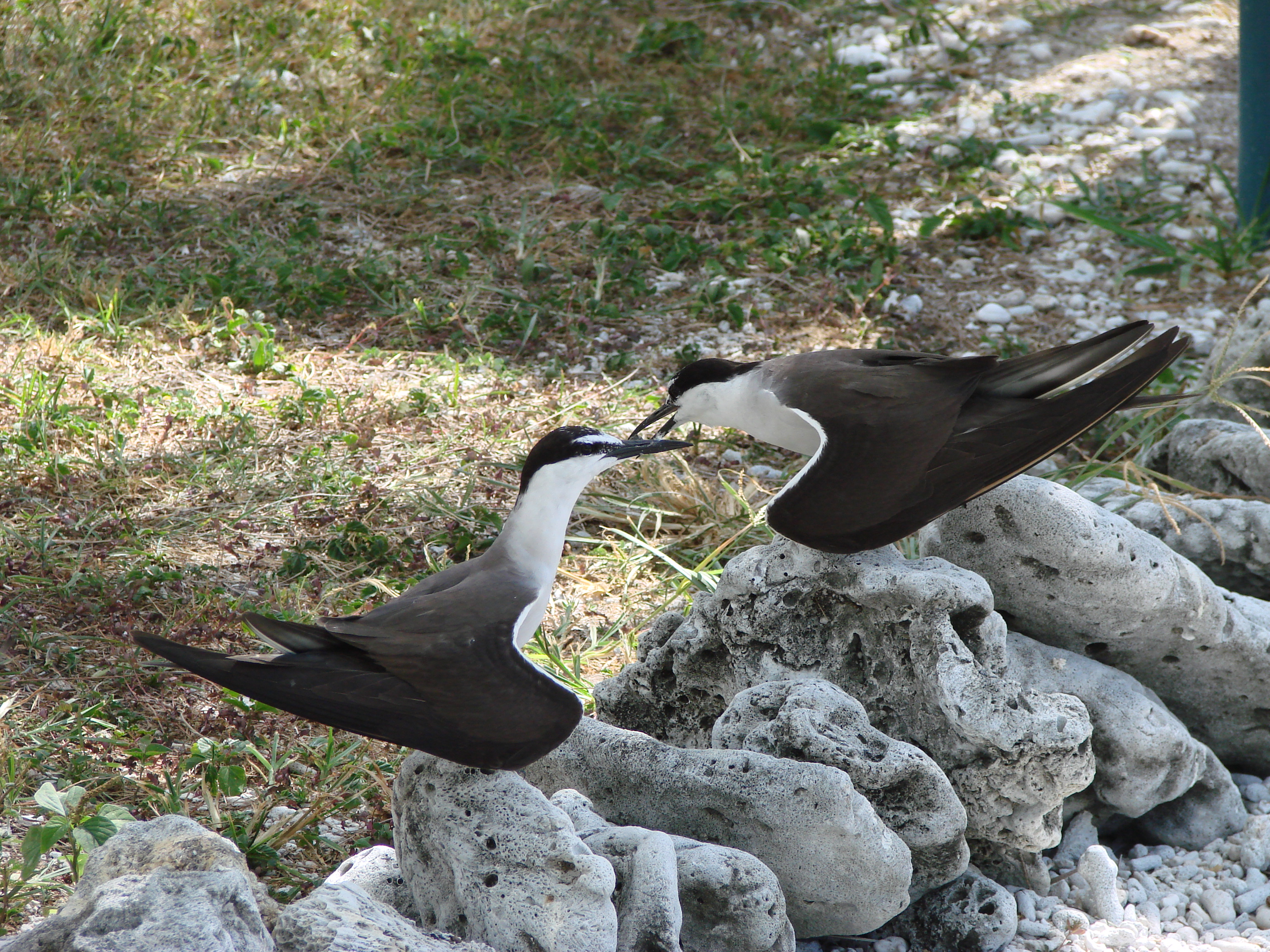
求偶中的褐翅燕鸥

褐翅燕鸥的求偶行为较为多样。雄性的褐翅燕鸥会螺旋上升至300米高的高空，之后滑翔至地面；亦会衔着树枝或树叶，以极其缓慢的振翅速度绕群落飞行。褐翅燕鸥在地面上亦有数种不同的求偶动作。雄鸟有可能会面对雌鸟抬高尾巴鞠躬或通过反刍给予雌鸟食物。另外，配偶双方还会并排阔步走，并在之后来回摇晃喙部。有时一方会面朝自己的配偶绕圈，期间会紧贴对方。褐翅燕鸥为一夫一妻制鸟类，其配偶关系多维持至繁殖季结束，但有约三分之一的个体会保持长期的配偶关系。

#### 鸟巢位置
褐翅燕鸥偏好在石灰岩洞穴、峭壁缝隙、岩架或是巨石底部筑巢，有时也会筑巢于茂密的植被中。该鸟会利用诸如奥氏鹱和蟹鸻等鸟类的废弃巢穴。此外，其繁殖群落内往往会混杂有乌燕鸥、大凤头燕鸥、红燕鸥与楔尾鹱等其他海鸟的巢穴。

#### 育雏

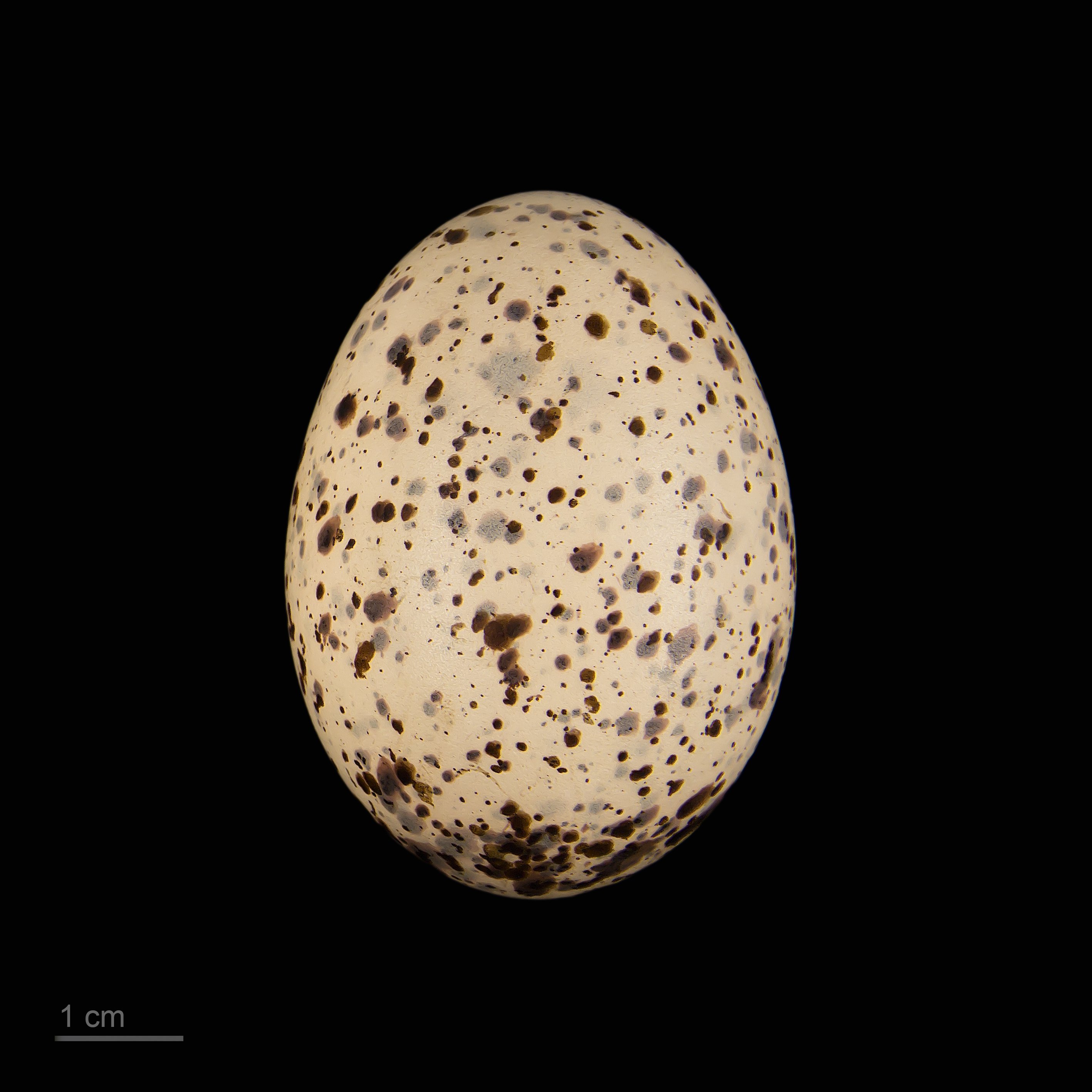
褐翅燕鸥的鸟蛋

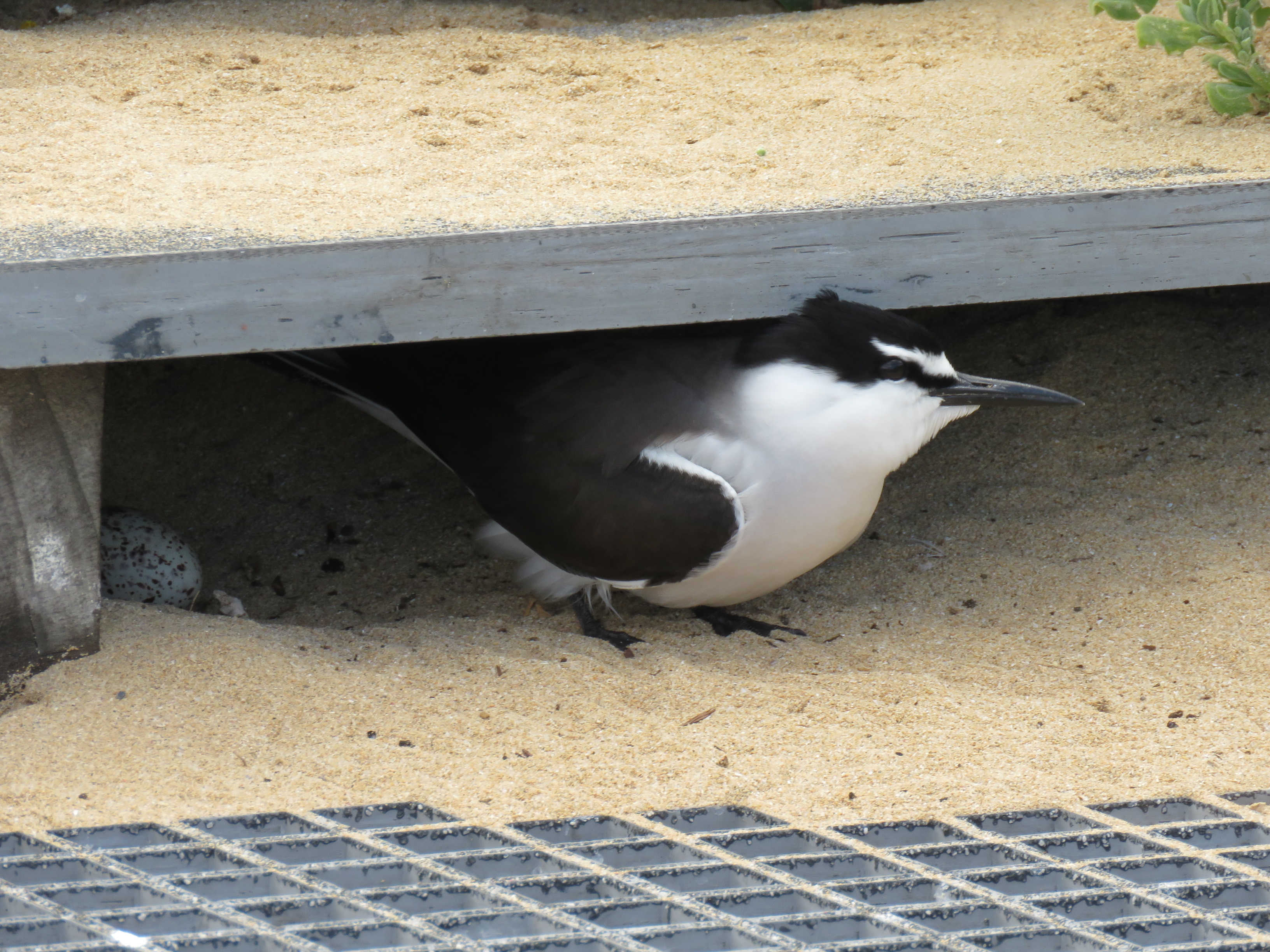
护巢的褐翅燕鸥，摄于西澳大利亚州

该鸟鸟蛋一般为椭圆形，颜色可能为白垩色、褐色、褐粉色或淡绿色，其上有褐色、薰衣草色、铁锈色或暗紫色的斑块。蛋长约47毫米，宽33毫米。该鸟每巢仅产一枚卵。其孵化期约为一个月，双方亲鸟均会参与孵蛋，二者每3—5个小时换一次班。刚孵化的雏鸟全身覆盖有灰色或棕色的绒毛，遍体黑色，眼睛已能睁开。破壳1天的雏鸟已有躲避天敌的能力。小于3日龄的雏鸟一般会在天敌接近时匍匐于巢内不动，而更大的雏鸟会躲进鸟巢附近的植被中。亲鸟会在雏鸟孵化的3—7日内紧密看护雏鸟，此后则会将其长时间单独留在巢内。亲鸟大约每数小时返回巢穴，通过反刍的方式投喂雏鸟，尤其常在清晨5—6时至下午4—5时进行投喂。雏鸟会在约2月大时离巢，但此后亲鸟还会继续照料雏鸟约一个月。

#### 寿命
褐翅燕鸥一般在4岁时性成熟。通过环志估计，成年个体平均寿命约为9.2岁，每年死亡率约为17.5%。目前已知最年长的有环志个体寿命为17岁又11个月，但几乎可以肯定有比该鸟更为年长的个体存在。

### 天敌
在加勒比海，成年褐翅燕鸥的天敌包括游隼和灰背隼，而猫鼬、野狗、野猫、黄顶夜鹭与乡野地蟹则会捕食其雏鸟。此外，琉球群岛的蛇类与塞舌尔的石龙子也会捕食褐翅燕鸥的雏鸟。

## 保育状况
目前褐翅燕鸥种群庞大，全球共有数十万只个体，加之其分布范围非常广泛，IUCN将其评为“无危”。虽然在西印度群岛和太平洋岛屿人类会采集该鸟的鸟蛋与雏鸟，以及其会因人类影响而弃巢，但这些因素均不足以对褐翅燕鸥的种群造成可观影响。